# Gmina Farsø
Gmina Farsø (duń. Farsø Kommune) - istniejąca w latach 1970–2006 gmina w Danii w okręgu północnej Jutlandii (Nordjyllands Amt).
Siedzibą władz gminy było miasto Farsø. 
Gmina Farsø została utworzona 1 kwietnia 1970 na mocy reformy podziału administracyjnego Danii. Po kolejnej reformie administracyjnej w roku 2007 weszła w skład nowej gminy Vesthimmerland.

## Dane liczbowe
- Liczba ludności: (♀ 4049 + ♂ 3942) = 7991
  - wiek 0-6: 8,4%
  - wiek 7-16: 13,5%
  - wiek 17-66: 61,6%
  - wiek 67+: 16,5%
- zagęszczenie ludności: 39,8 osób/km²
- bezrobocie: 5,4% osób w wieku 17-66 lat
- cudzoziemcy z UE, Skandynawii i USA: 123 na 10 000 osób
- cudzoziemcy z krajów Trzeciego Świata: 163 na 10 000 osób
- liczba szkół podstawowych: 5 (liczba klas: 58)